# Santa María Chiquimula
Santa María Chiquimula («Santa María»: en honor a su santa patrona, la Virgen María; «Chiquimula»: del náhuatl «Chiquimuljá»: jilguero) es un municipio del departamento de Totonicapán de la región suroccidente de la República de Guatemala. Tiene una población estimada, a mediados de 2020, de 58 856 habitantes.
En 1820, en las postrimerías de la colonia española, se originó en este poblado una rebelión indígena dirigida por Atanasio Tzul en contra de los tributos excesivos de las autoridades civiles y eclesiásticas de la Corona española, pero fue reprimida por milicianos criollos, muchos de ellos provenientes de Écija.
Tras la Independencia de Centroamérica en 1838 Santa María pasó al Estado de Los Altos, el cual fue aprobado por el Congreso de la República Federal de Centro América en ese mismo año. En el nuevo estado hubo constantes revueltas campesinas y tensión con Guatemala, hasta que las hostilidades estallaron en 1840, y el general conservador mestizo Rafael Carrera no solamente recuperó la región para Guatemala sino que también venció contundemente al presidente de la República Federal de Centro América, el general liberal hondureño Francisco Morazán en la Ciudad de Guatemala luego de que este último invadiera a Guatemala para intentar vengar a los liberales de Los Altos.
El 12 de agosto de 1872, cuando la Revolución Liberal de 1871 ya había triunfado seis años después de la muerte del general Carrera, el gobierno de facto del presidente provisorio Miguel García Granados creó el nuevo departamento de Quiché tomando gran parte de los extensos territorios de Totonicapán/Huehuetenango y Sololá/Suchitepéquez; desde ese momento, Santa María Chiquimula pasó a ser parte del departamento de Totonicapán.
El municipio cuenta con modernas instalaciones de área deportiva. Celebra su fiesta titular el 15 de enero de cada año en honor a su patrón el Cristo Negro de Esquipulas,.

## Toponimia

### Nombre en castellano
Muchos de los topónimos guatemaltecos constan de dos partes: el nombre del santo patrón católico de la localidad y un descripción castellanizada de un vocablo indígena que describe al territorio; generalmente, las descripciones son en náhuatl porque los conquistadores españoles llegaron acompañados de indígenas tlaxcaltecas y cholultecas..  En el caso de Santa María Chiquimula, el topónimo proviene de la Virgen María y del vocablo náhuatl «Chiquimuljá» (español: jilguero).[cita requerida]

### Nombre en q'ekchi'
El hecho de que los invasores españoles traían consigo a tropas cholultecas y tlaxcaltecas es desconocido por gran parte la población guatemalteca; por esta razón, existen versiones que indican que los topónimos son de origen de los idiomas indígenas que existen en Guatemala y en el caso de Chiquimula, el nombre en q'ekchi' significa «tierra de los pájaros».[cita requerida]

## División política
El municipio tiene las aldeas siguientes:
| División                                                                   | Listado |                                                             |
| -------------------------------------------------------------------------- | --- | ----------------------------------------------------------- |
| Aldeas                                                                     | \| - Chuacorral I - Chuacorral II - Chuacorral III - Xesaná - Xecajá - Rancho \| - Chuicacá - Xecachelaj - Xeb´e - Racaná - Patzam - Chuachituj \| - Chuiaj - Casa Blanca - Chuasiguan - Xecococh - Chuisactol \| |                                                             |
| - Chuacorral I - Chuacorral II - Chuacorral III - Xesaná - Xecajá - Rancho | - Chuicacá - Xecachelaj - Xeb´e - Racaná - Patzam - Chuachituj | - Chuiaj - Casa Blanca - Chuasiguan - Xecococh - Chuisactol |

## Geografía física
El municipio de Santa María Chiquimula tiene una textensión territorial de 211,5 km².

### Ubicación geográfica
Santa María Chiquimula está en el departamento de Totonicapán y se encuentra a una distancia de 40 km de la cabecera departamental Totonicapán y a 225 km de la Ciudad de Guatemala. Sus colindancias son:
- Norte: Santa Lucía La Reforma, municipio de Totonicapán
- Sur: Totonicapán, municipio de Totonicapán
- Este: San Antonio Ilotenango, municipio del departamento de Quiché
- Oeste: Momostenango, municipio de Totonicapán[13]

|                     | Norte: Santa Lucía La Reforma |                              |
| Oeste: Momostenango |                               | Este: San Antonio Ilotenango |
|                     | Sur: Totonicapán              |                              |

## Gobierno municipal
Los municipios se encuentran regulados en diversas leyes de la República, que establecen su forma de organización, lo relativo a la conformación de sus órganos administrativos y los tributos destinados para los mismos.  Aunque se trata de entidades autónomas, se encuentran sujetos a la legislación nacional y las principales leyes que los rigen desde 1985 son:
| N.º | Ley                                                | Descripción |
| --- | -------------------------------------------------- | --- |
| 1   | Constitución Política de la República de Guatemala | Tiene una regulación legal específica para los municipios en los artículos 253 al 262. |
| 2   | Ley Electoral y de Partidos Políticos              | Ley de carácter constitucional aplicable a los municipios en el tema de la conformación de sus autoridades electas. |
| 3   | Código Municipal                                   | Decreto 12-2002 del Congreso de la República de Guatemala. Tiene la categoría de ley ordinaria y contiene preceptos generales aplicables a todos los municipios, e inclusive contiene legislación referente a la creación de los municipios.             |
| 4   | Ley de Servicio Municipal                          | Decreto 1-87 del Congreso de la República de Guatemala. Regula las relaciones entra la municipalidad y los servidores públicos en materia laboral. Tiene su base constitucional en el artículo 262 de la constitución que ordena la emisión de la misma. |
| 5   | Ley General de Descentralización                   | Decreto 14-2002 del Congreso de la República de Guatemala. Regula el deber constitucional del Estado, y por ende del municipio, de promover y aplicar la descentralización y desconcentración económica y administrativa.                                |

El gobierno de los municipios está a cargo de un Concejo Municipal mientras que el código municipal —ley ordinaria que contiene disposiciones que se aplican a todos los municipios— establece que «el concejo municipal es el órgano colegiado superior de deliberación y de decisión de los asuntos municipales […] y tiene su sede en la circunscripción de la cabecera municipal»; el artículo 33 del mencionado código establece que «[le] corresponde con exclusividad al concejo municipal el ejercicio del gobierno del municipio».
El concejo municipal se integra con el alcalde, los síndicos y concejales, electos directamente por sufragio universal y secreto para un período de cuatro años, pudiendo ser reelectos.
Existen también las Alcaldías Auxiliares, los Comités Comunitarios de Desarrollo (COCODE), el Comité Municipal del Desarrollo (COMUDE), las asociaciones culturales y las comisiones de trabajo. Los alcaldes auxiliares son elegidos por las comunidades de acuerdo a sus principios y tradiciones, y se reúnen con el alcalde municipal el primer domingo de cada mes, mientras que los Comités Comunitarios de Desarrollo y el Comité Municipal de Desarrollo organizan y facilitan la participación de las comunidades priorizando necesidades y problemas.

### Alcaldes
Los alcaldes que ha habido en el municipio son:
| Período   | Nombre                      | Período   | Nombre                  |
| --------- | --------------------------- | --------- | ----------------------- |
| 1960-1964 | Pedro Pú Calel              | 1964-1968 | Juan Chacaj Mejía       |
| 1968-1972 | Baltasar Lux Carrillo       | 1972-1976 | Diego Castro Calel      |
| 1976-1980 | Marcos Castro Puac          | 1980-1984 | Marcos Soc Maldonado    |
| 1984-1988 | Baltasar Lux Mejía          | 1988-1992 | Julian Bonifacio        |
| 1992-1993 | Miguel Lux Carrillo         | 1993-1996 | Flavio Chacaj Castro    |
| 1996-2000 | Cristóbal Osorio Pú         | 2000-2004 | Andréz Osorio Imul      |
| 2004-2012 | Juan López Imul             | 2012-2016 | Juan Tzoy Calel         |
| 2016-2020 | Sebastián Castro Tum        | 2020-2024 | Juan Justo Lux Carrillo |
| 2024-2028 | Juan Carlos Carrillo Castro | 2028-2032 | Pedro Rafael Calel Uz   |
|           |                             |           |                         |

## Historia
No se tiene conocimiento de cuándo fue específicamente el día de la fundación del municipio, pero sí se sabe que existió en los primeros años de la época colonial.

### Revuelta indígena de 1820

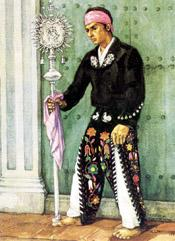
Líder indígena Atanasio Tzul.

Una revuelta contra los tributos excesivos comenzó el 20 de febrero de 1820 en Santa María Chiquimula; ante el interés de su pueblo indígena por acabar con los impuestos eclesiásticos y el tributo, Atanasio Tzul y Lucas Aguilar lucharon en contra del poder de la Capitanía General de Guatemala representado por el capitán general, el arzobispo de Guatemala, Ramón Casaus y Torres, las órdenes regulares, la élite ladina local y los caciques de Totonicapán. Los tributos reales habían sido suprimidos en 1811 por las cortes de Cádiz, pero fueron impuestos de nuevo por el rey Fernando VII.
Durante la cuaresma de 1820, cuando se supo que Fernando VII había sido obligado a poner nuevamente en vigencia la Constitución absolutista, Aguilar y Tzul realizaron gestiones ante el alcalde mayor para verificar el hecho. El 12 de julio por la noche, los principales y los líderes de la revuelta reconocieron como reyes a Tzul y a su esposa, simbólicamente les impusieron las coronas de San José y Santa Cecilia. Así, se dio paso al rechazo del tributo, la remoción del Alcalde Mayor, José Manuel Lara de Arrese y la imposición de un gobierno propio.
Tzul fue azotado durante nueve días y encarcelado más tarde en Quetzaltenango, después de que el movimiento sufriera una represión a manos de alrededor de mil milicianos criollos provenientes de Écija y otros lugares. El 25 de enero de 1821, él y otros dirigentes solicitaron la gracia del indulto, el cual les fue concedido el 1.° de marzo de 1821, después de una manifestación de individuos totonicapenses.

### El efímero Estado de Los Altos

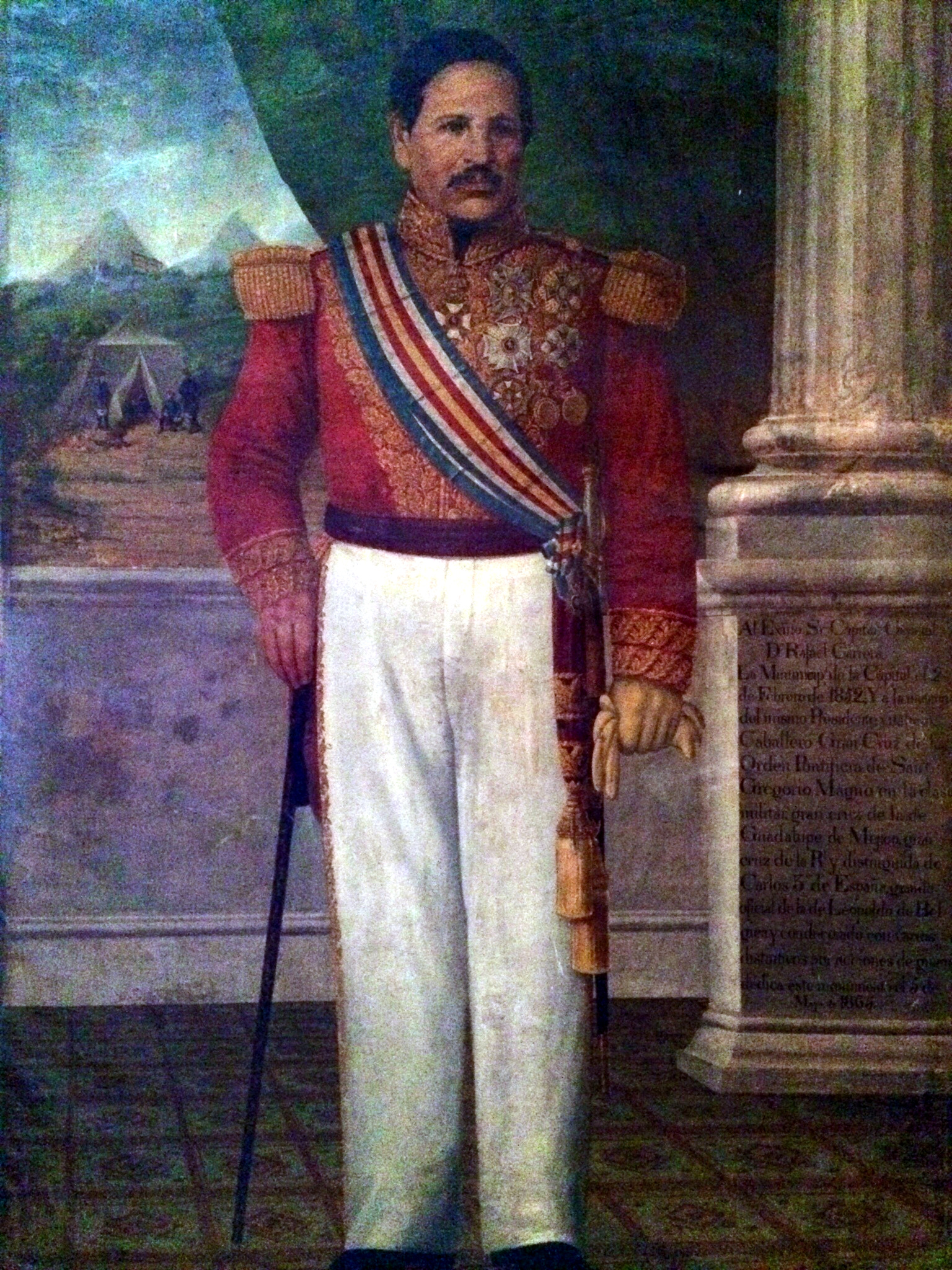
Retrato oficial del capitán general Rafael Carrera con la banda presidencial con los colores de la bandera de Guatemala instituida en 1858. En 1840 retomó por la fuerza el Estado de los Altos al que pertenecía Santa María Chiquimula y derrotó al presidente de la República Federal de Centro América, el general hondureño Francisco Morazán.

A partir del 3 de abril de 1838, Santa María Chiquimula fue parte de la región que formó el efímero Estado de Los Altos, avalado por el Congreso de la República Federal de Centro América y que forzó a que el Estado de Guatemala se reorganizara en siete departamentos y dos distritos independientes el 12 de septiembre de 1839: municipio de totonicapan 
- Departamentos: Chimaltenango, Chiquimula, Escuintla, Guatemala, Mita, Sacatepéquez, y Verapaz
- Distritos: Izabal y Petén[21]

La región occidental de la actual Guatemala había mostrado intenciones de obtener mayor autonomía con respecto a las autoridades de la ciudad de Guatemala desde la época colonial, pues los criollos de la localidad consideraban que los criollos capitalinos que tenían el monopolio comercial con España no les daban un trato justo.  Pero este intento de secesión fue aplastado por el general Rafael Carrera, quien reintegró al Estado de Los Altos al Estado de Guatemala en 1840 y pocos meses después derrotó contundentemente al presidente de la República Federal de Centro América, el general liberal hondureño Francisco Morazán en la Ciudad de Guatemala.

### Tras la Reforma Liberal de 1871
Luego de la Reforma Liberal de 1871, el gobierno de facto del presidente provisiorio Miguel García Granados dispuso crear el departamento de Quiché para mejorar la administración territorial de la República dada la enorme extensión del territorio de los departamentos de Totonicapán/Huehuetenango y de Sololá/Suchitepéquez. De esta cuenta, el 12 de agosto de 1872 el departamento de Sololá/Suchitepéquez perdió sus distritos de Suchitepéquez, de la Sierra y de Quiché y Santa María Chiquimula pasó a formar parte del nuevo departamento de Totonicapán, junto con Totonicapán, San Cristóbal, San Francisco El Alto, Écija, San Antonio Sija, San Bartolo Agua Caliente, Calel, Momostenango, San Andrés Xecul, San Antonio Ilotenango, Nagualá y Santo Tomás Perdido, en la costa de Suchitepéquez.